# Relations entre le Kosovo et l'Ouganda
Les relations entre le Kosovo et l'Ouganda désignent les relations étrangères entre le Kosovo et l’Ouganda. Des relations diplomatiques formelles entre les deux États n’ont pas été établies, car l’Ouganda n’a pas reconnu le Kosovo comme un État souverain.

## Histoire
En février 2008, un haut responsable ougandais a déclaré que le gouvernement ougandais étudiait attentivement la déclaration d’indépendance du Kosovo avant de prendre une décision quant à sa reconnaissance en tant qu’État. En mars 2009, Ruhakana Rugunda, ambassadeur de l’Ouganda auprès des Nations unies, a déclaré que l’Ouganda prendrait en temps voulu « la décision optimale » concernant la reconnaissance du Kosovo.
En août 2011, le ministre ougandais des Affaires étrangères Sam Kutesa a écrit au vice-Premier ministre du Kosovo Behgjet Pacolli, promettant d’examiner la demande de reconnaissance à la lumière de la décision de la Cour internationale de justice.
En février 2012, le ministre des Affaires étrangères du Kosovo a annoncé que l’Ouganda avait reconnu leur indépendance, citant une note verbale datée du 5 décembre 2011 du président ougandais Yoweri Museveni exprimant ses félicitations « pour les avancées vers l’indépendance de votre pays » et affirmant que « nous nous rangeons aux côtés des autres nations ayant reconnu la République du Kosovo »,.
Le ministre serbe des Affaires étrangères Vuk Jeremić a répondu que le ministre d’État ougandais aux Affaires étrangères, Henry Oryem Okello, lui avait indiqué que cette reconnaissance n’avait jamais eu lieu.
En janvier 2013, l’ancien ministre kosovar des Affaires étrangères Skënder Hyseni a déclaré que les reconnaissances par le Nigeria et l’Ouganda étaient « contestées, non seulement par les États concernés, mais aussi par le département d’État des États-Unis ». Le ministre actuel, Enver Hoxhaj, a affirmé être certain que le nombre de reconnaissances est valable.
Dans un article publié en juin 2014, le ministère kosovar des Affaires étrangères a listé l’Ouganda parmi les États n’ayant pas reconnu le Kosovo.